# Tine Plesch
Tine Plesch (Nürnberg, 1959. – Nürnberg, 2004. november 4.) német zenei újságíró és feminista írónő. Elsősorban a popkultúra gender témájára összpontosított. Társszerkesztője volt a Testcard – hozzájárulások a popkultúrához című magazinnak, valamint rádiós újságíró volt a független nürnbergi Radio Z-nél.

## Élete
Tine Plesch amerikanisztikát és angolt tanult. Ezekből a témákból doktorált a Die Heldin als Verrückte – Frauen und Wahnsinn im englischsprachigen Roman von der Gothic Novel bis zur Gegenwart (A hősnő mint őrült nő – Nők és őrület az angol nyelvű regényekben a gótikus regénytől napjainkig) című disszertációjával (Centaurus Verlag, Pfaffenweiler, 1995). Megélhetéséért gyógyszertári ügyintézőként dolgozott. 1989 óta önkéntes alapon a nürnbergi Radio Z-nél, a Dauerwelle női magazinnál (1993-ig) és a zenei szerkesztőségeknél dolgozott. Saját sorozatot indított a nőkről a zenében: ZFNS, Akte XX és Neuland, Zores (avantgarde, pop, irodalom és minden). 1999 óta a „testcard – Contributions to Pop History” társszerkesztője. Az évek során különféle szabadúszó újságírói tevékenységet végzett, többek között a Nürnberg, a Melodiva, a Superstar, a Jazzthetik, a Junge Welt, a Raumzeit, a Yot-Infozine, az Intro esti újságoknál.
Keresett előadó volt a nőkkel és a zenével foglalkozó szakrendezvényeken. Többek között ott volt előadásaival a hamburgi Női Zenei Központ zenész szimpóziumán, a tutzingi Evangélikus Akadémián, az Asta Münster-i női tanszéken, a Radiocamp Bodensee-ben (a független németországi rádiók éves találkozóján), valamint Christiane Erharterrel az R4 Zoom sorozatban a Taxispalais Innsbruckban: „Elektronikus zene és női képviselet” Meghívást kapott az „Utópiák/disztópiák az elektronikus zenében” kerekasztal vezetésére a zürichi Musik Didactique-ban.
2004-ben szeptikus sokk következtében halt meg.
2013 augusztusában a mainzi Ventil Verlag posztumusz megjelentette a Rebel Girl – Pop Culture and Feminism című könyvet válogatott szövegeivel.

## Művei
- Schneewittchen versus Solex – Poptexte von Frauen", in testcard # 6, 1998
- Rebellisches Wissen und journalistische Tagesordnung – zum Umgang mit Musikerinnen in der alternativen Presse", in testcard # 8, 2000
- Schnittstellen – Pop und Krieg im Soundcheck", in testcard # 9, 2000
- Feminismen und Popkultur" – in testcard # 10, 2001
- Women in Rock Music – Times, The Are A-Changing?", in: Heinz Geuen u. Michael Rappe (Hgs.), „Pop und Mythos“, Edition Argus, Schliengen, 2001
- Frauen?Humor?Popmusik?“ in testcard # 11, 2002
- Do You dig it? Pop und linke Mythen im Gespräch mit Michaela Meliàn und Thomas Meinecke“ in testcard # 12, 2003
- Mythos Freies Radio – ein Interview mit Andreas Stuhlmann vom freien Radio FSK (Freies Sender Kombinat) Hamburg. “ in testcard # 12, 2003
- Queens and Divas – Rhythm´n´Blues zwischen, Kollektivtraditionen, Individualitätsmythen und Geschlechterpolitiken“ in testcard # 13, 2004
- Brüste und Büstenhalter“ in Brüste kriegen, Sarah Diehl (Hrsg.), 2004
- Trinken, aber gar nicht immer übers Trinken Schreiben“ in das Buch vom Trinken, Jörg Sundermeier (Hrsg.), 2004. Dieser Text wurde nach ihrem Tod veröffentlicht, das Buch ist ihr gewidmet.

## Fordítás
- Ez a szócikk részben vagy egészben  a   Tine Plesch című német Wikipédia-szócikk ezen változatának fordításán alapul.  Az eredeti cikk szerkesztőit annak laptörténete sorolja fel. Ez a jelzés csupán a megfogalmazás eredetét és a szerzői jogokat jelzi, nem szolgál a cikkben szereplő információk forrásmegjelöléseként.